# Aphthonomorpha
Aphthonomorpha is een geslacht van kevers uit de familie bladkevers (Chrysomelidae).
De wetenschappelijke naam van het geslacht werd in 1934 gepubliceerd door Chen.

## Soorten
- Aphthonomorpha laosensis Medvedev, 2000